# Konstantin Korniejew
Konstantin Nikołajewicz Korniejew, ros. Константин Николаевич Корнеев (ur. 5 czerwca 1984 w Moskwie) – rosyjski hokeista, reprezentant Rosji, trener.

## Kariera zawodnicza
- Krylja Sowietow Moskwa (2001-2003)
- Ak Bars Kazań (2003-2006)
- CSKA Moskwa (2006-2010)
- Ak Bars Kazań (2010-2016)
- Saławat Jułajew Ufa (2016-2017)
- Siewierstal Czerepowiec (2017-2019)

Wychowanek klubu Krylja Sowietow Moskwa. Od grudnia 2010 po raz drugi w karierze zawodnik Ak Barsu Kazań. W czerwcu 2013 przedłużył kontrakt z klubem o trzy lata. Odszedł z klubu z końcem kwietnia 2016. Od maja 2016 zawodnik Saławatu Jułajew Ufa w sezonie 2016/2017. Od czerwca 2017 zawodnik Siewierstali Czerepowiec.
Uczestniczył w turniejach mistrzostw świata w 2007, 2008, 2009, 2010, 2011 oraz zimowych igrzysk olimpijskich 2010.

## Kariera trenerska
W połowie 2020 wszedł do sztabu trenerskiego juniorskiego zespołu Krasnaja Armija Moskwa. W połowie 2023 został asystentem w szabie klubu Zwiezda Moskwa.

## Sukcesy
Reprezentacyjne
- Srebrny medal mistrzostw świata juniorów do lat 18: 2002
- Złoty medal mistrzostw świata juniorów do lat 20: 2003
- Brązowy medal mistrzostw świata: 2007
- Złoty medal mistrzostw świata: 2008, 2009
- Srebrny medal mistrzostw świata: 2010

Klubowe
- Brązowy medal mistrzostw Rosji: 2004 z Ak Barsem Kazań
- Złoty medal mistrzostw Rosji: 2006 z Ak Barsem Kazań
- Srebrny medal mistrzostw Rosji: 2015 z Ak Barsem Kazań
- Finał KHL o Puchar Gagarina: 2015 z Ak Barsem Kazań

Indywidualne
- Mistrzostwa świata do lat 18 w 2002:
  - Skład gwiazd turnieju
- Mistrzostwa Świata w Hokeju na Lodzie 2008/Elita:
  - Piąte miejsce w klasyfikacji +/-: +11
- KHL (2008/2009):
  - Najlepszy obrońca miesiąca - listopad 2008
  - Mecz Gwiazd KHL
- KHL (2009/2010):
  - Najlepszy obrońca miesiąca - wrzesień 2009
  - Mecz Gwiazd KHL
- KHL (2010/2011):
  - Mecz Gwiazd KHL

Wyróżnienie
- Zasłużony Mistrz Sportu Rosji w hokeju na lodzie: 2009

Odznaczenie
- Medal Orderu „Za zasługi dla Ojczyzny” II stopnia: 2009[11]